# Johan August Josefsson
Joseph August Josephsson, född 19 juli 1800 i Edsberg, död 19 december 1840 i Kungsholmens församling, Stockholm, var en svensk orgelbyggare i Stockholm. Josefsson anlitades för reparationer och ombyggnationer.

## Biografi
Josephsson föddes 19 juli 1800 i Edsberg. Han var son till organisten Martin Josephsson (1758–1812) och Cajsa Brita Bergfeldt (född 1757). Josephsson flyttade 1815 till Linköping och blev lärling hos orgelbyggaren Jonas Fredric Schiörlin. Josephsson flyttade 22 mars 1818 tillbaka till Edsberg. Men begav sig bara efter några dagar till Västra Vingåker där han blev lärling hos orgelbyggaren Johan Samuel Strand. Mellan 1820 och 1821 var han bosatt i Stigtomta och arbetade med en orgel i Stigtomta kyrka. 1821 flyttade han tillbaka till Strand och blev omkring 1823 orgelbyggargesäll.
Josephsson flyttade 1825 till Stockholm och blev organistlärling hos orgelbyggaren Pehr Zacharias Strand. 1826–1827 var han gesäll hos Strand. Från och med 1828 var han elev hos Strand. Han blev examinerad och privilegierad 1835. Familjen bosatte sig 1836 på kvarter Traktören 1. Familjen bosatte sig 1839 på kvarter Murmästaren 5. Josephsson avled 19 december 1840 i Kungsholmen.

### Familj
Josephsson gifte sig 3 mars 1835 i Kungsholms församling, Stockholm med Lovisa Bäckman (född 1813). De fick tillsammans dotter Lovisa Sophia (född 1835).

## Orglar
| År              | Ursprunglig kyrka    | Stift     | Bild | Manualer | Pedal   | Stämmor | Bevarad orgel/fasad | Övrigt |
| --------------- | -------------------- | --------- | ---- | -------- | ------- | ------- | ------------------- | --- |
| 1839            | Salems kyrka         | Strängnäs |      | 1        | Bihängd |         | Ja (delvis)/Ja      | Renovering och tillbyggnad 1839 av Josephsson. Orgeln var byggd 1781 av Jonas Ekengren, Stockholm. Orgeln flyttades 1855 till Vällinge kapell. Den renoverades 1945 av Anders Holmberg, Stockholm. Under renoveringen förnyades pipverket. |
| 1839 eller 1840 | Toresunds kyrka      | Strängnäs |      |          |         | 13      | Nej/Ja              | En ny orgel byggdes 1933 av Johan Albert Johnsson, Duvbo. |
| 1840–1841       | Ekeby kyrka, Uppland | Uppsala   |      |          |         | 7       | Nej/Nej             | Upplåtet kontrakt uppgjort 1840 med Josephsson. Han avled under arbetat. Orgeln fullbordades 1841 av Johan Lambert Larsson, Ystad. 1922 byggdes en ny orgel av Furtwängler & Hammer, Hannover, Tyskland.                                   |

## Medarbetare
- 1839 - Carl Eric Stenberg (1823–1881). Han var lärling hos Josephsson.[22] Stenberg blev senare mjölnare.[29]
- 1839 - Pehr Johan Pettersson (född 1821). Han var lärling hos Josephsson.[22] Pettersson blev senare lärling hos urfabrikör Carl Henric Malmström och Pehr August Laurén.[30][31]
- 1839 - Johan Wilhelm Baumgardt (1811–1877). Han var snickargesäll hos Josephsson.[22]
- 1840 - Mathias Dahlin (född 1793). Han var snickargesäll hos Josephsson.